# Appelbol
Appelbol é uma sobremesa assada, típica da Bélgica e dos Países Baixos.
A receita é feita de uma maçã coberta de açúcar e canela, envolvida em uma massa folhada. 
Antes de ser envolvida na massa, o centro da maçã é removido com a ajuda de uma ferramenta que cria um furo cilíndrico. Algumas variações da receita recheiam este furo; recheios comuns incluem persipan, pasta de amêndoas, amêndoas em lasca e passas embebidas em licor. O appelbol costuma ser mergulhado em açúcar branco antes de ser servido.
No Flandres, verloren maandag é uma festa celebrada na segunda-feira após o Dia de Reis. O appelbol é tipicamente vendido e consumido durante o dia, junto de worstenbrood (pão folhado recheado com salsicha). Essa tradição é especialmente comum na província da Antuérpia e em Doornik.